# Championnat d'Italie de football de deuxième division 1962-1963
Navigation
Édition précédente Édition suivante
La saison 1962-1963 de Serie B, organisée par la Lega Calcio pour la dix-septième fois, est la 31e édition du championnat de deuxième division en Italie. Les trois premiers sont promus directement en Serie A et les trois derniers sont relégués en Serie C.
À l'issue de la saison, Messine termine à la première place et monte en Serie A 1963-1964 (1re division), accompagné par le vice-champion, AS Bari, et le troisième Lazio.

## Compétition
La victoire est à deux points, un match nul à 1 point.

### Classement
| Rang | Équipe           | Pts | J  | G  | N  | P  | Bp | Bc | Diff |
| ---- | ---------------- | --- | -- | -- | -- | -- | -- | -- | ---- |
| 1    | Messine          | 50  | 38 | 18 | 14 | 16 | 50 | 31 | +19  |
| 2    | AS Bari          | 48  | 38 | 15 | 18 | 5  | 47 | 26 | +21  |
| 3    | Lazio            | 48  | 38 | 18 | 12 | 8  | 50 | 31 | +19  |
| 4    | Brescia          | 45  | 38 | 15 | 15 | 8  | 40 | 27 | +13  |
| 5    | Foggia P         | 43  | 38 | 16 | 11 | 11 | 56 | 42 | +14  |
| 6    | Lecco R          | 42  | 38 | 14 | 14 | 10 | 45 | 36 | +9   |
| 7    | Hellas Vérone    | 41  | 38 | 15 | 11 | 12 | 41 | 34 | +7   |
| 8    | Padoue R         | 40  | 38 | 14 | 12 | 12 | 45 | 47 | -2   |
| 9    | Pro Patria       | 38  | 38 | 11 | 16 | 11 | 36 | 33 | +3   |
| 10   | Monza            | 38  | 38 | 14 | 10 | 14 | 56 | 52 | +4   |
| 11   | Cagliari P       | 38  | 38 | 12 | 14 | 12 | 41 | 40 | +1   |
| 12   | Catanzaro        | 37  | 38 | 12 | 13 | 13 | 34 | 43 | -9   |
| 13   | Parme            | 35  | 38 | 12 | 11 | 15 | 32 | 44 | -12  |
| 14   | Udinese Calcio R | 34  | 38 | 10 | 14 | 14 | 49 | 48 | +1   |
| 15   | Alexandrie       | 34  | 38 | 11 | 12 | 15 | 32 | 34 | -2   |
| 16   | Cosenza          | 34  | 38 | 8  | 18 | 12 | 27 | 37 | -10  |
| 17   | Triestina P      | 32  | 38 | 11 | 11 | 16 | 49 | 59 | -10  |
| 18   | Côme             | 31  | 38 | 9  | 13 | 16 | 38 | 51 | -13  |
| 19   | Sambenedettese   | 30  | 38 | 8  | 14 | 16 | 29 | 51 | -22  |
| 20   | Lucchese         | 21  | 38 | 7  | 7  | 24 | 36 | 67 | -31  |

|  | Promotion en Serie A                        |
|  | Relégation en Serie C                       |
|  | P : Promu de Serie C R : Relégué de Serie A |